# Буржская, Ксения Алексеевна
Ксения Алексеевна Буржская (фамилия при рождении — Ранчина, род. 23 января 1985, Ленинград, РСФСР, СССР) — российская писательница, поэтесса, журналистка и медиаменеджер. Спичрайтер голосового помощника Алиса в Яндексе.

## Биография
Буржская родилась 23 января 1985 года в Ленинграде в семье преподавателей. Росла в спальном районе — «проспект Ветеранов упирается в улицу, которой заканчивается город — Пионерстроя. Собственно, там я и выросла».
Окончила школу 392 с углублённым изучением французского языка в Санкт-Петербурге, затем СПБГЭТУ «ЛЭТИ» по специальности «Связи с общественностью».
Буржская нередко говорит на встречах с читателями, что плохо училась и с трудом окончила школу, а всему, что она умеет, научилась на практике. В 2004 она пришла на должность корреспондента в газету «Деловой Петербург». В 2006 получила журналистскую премию «Город женщин» за серию материалов о женщинах-менеджерах и была номинирована на премию «Медиаменеджер России» в качестве журналиста, который пишет про медиа. В 2007 переехала в Москву на должность менеджера по развитию московского проекта ДП — портала для инвесторов DpMoney.
С 2008 по 2010 работала шеф-редактором сайта Cosmo.ru в Independent Media.
В 2010 году пришла в проект «Сноб» на должность маркетолога-аналитика в отдел креативного маркетинга, который возглавляла писательница Линор Горалик.
В 2011 году Буржская становится SMM-менеджером «Сноба», а через год открывает SMM-агентство #так для работы с социальными сетями российских независимых медиа. Среди клиентов агентства были Slon, Openspace, журналы «Большой город», «Русская жизнь», «Популярная механика», «Домашний очаг», Радио «Свобода», «Деловой Петербург» и другие.
В 2014 году Буржская переехала во Францию (Марсель), где прожила 4 года. Об этом опыте написала книгу в жанре автофикшн «300 жалоб на Париж» (АСТ, 2019, Москва). Изначально книга была написана по заказу Владимира Яковлева, с которым они были знакомы со времён «Сноба», для проекта Splash! Книга писалась в режиме реального времени, а подписчики получали новую главу каждую неделю.
В 2018 году Буржскую пригласили релоцироваться в Яндекс на должность главного редактора медиапроекта, который так и не был запущен.
В конце 2018-го она перешла на должность спичрайтера голосового помощника Алисы. В самом начале работы Буржская называла себя «душой Алисы». При этом «голос Алисы» — актриса Татьяна Шитова озвучила аудиоверсию романа Буржской «Мой белый».
Принимает участие в различных литературных фестивалях.
Живёт в Москве. Состоит в браке. Есть дети.

## Литературная и культурная деятельность
В литературном процессе Буржская дебютировала как поэт, в 2007 и 2008 году была финалисткой и лауреатом поэтических конкурсов «ПОЭТому» и «В начале было слово».
В 2016 году Буржская прошла отбор в школу литературного мастерства «Хороший текст», чтобы понять «нужно ли ей писать», где и познакомилась с основательницей школы писательницей Татьяной Толстой. «Она исключительно талантливый человек, и, может, сама не понимает, насколько талантлива», — сказала Толстая о Буржской в интервью порталу srsly.ru.
В 2020 году во время локдауна Буржская, Толстая и публицист Александр Тимофеевский запускают ютуб-шоу, которое впоследствии превратилось в «Белый шум» — серию интервью, записанных через ZOOM. В 2022 году Буржская объявила о закрытии проекта, «потому что не о чем говорить — по крайней мере, отсюда, и некого приглашать».
В 2021 году в издательстве «Эксмо» Inspiria вышел дебютный художественный роман Буржской «Мой белый». Литературный критик Галина Юзефович включила роман в список из 15 главных художественных книг международной ярмарки Non/Fiction № 22. Роман вошёл в лонглист премии «НОС».
В 2022 году вышел второй роман «Зверобой», который, как и «Мой белый», вошёл в лонглист премии «Национальный бестселлер» и лонглист премии журнала «Сноб» «Сделано в России». Галина Юзефович в рецензии на «Зверобой» написала, что «роман ей не очень понравился, но не будет преувеличением сказать, что так, как Буржская, о любви во всей её сложности и многообразии по-русски сегодня не пишет никто».
В ноябре 2022 года в Inspiria вышел поэтический сборник «Шлюзы», в который вошли стихи Буржской за 20 лет. В предисловии Ксения сказала, что «никогда не считала себя поэтом».
В марте 2023 года вышел новый роман «Пути сообщения» — по словам автора, «одновременно исторический роман и антиутопия о недалеком будущем».

## Награды и премии
- 2006: Премия «Город женщин» — лауреат
- 2007: Премия «Медиаменеджер России» — номинант
- 2007: Конкурсе социальной рекламы ArtStart — первое место и гран-при (вместе с журналисткой Татьяной Хрыловой)
- 2008: Конкурс Людмилы Улицкой «Моя первая боль» — лауреат
- 2007, 2008: Конкурс «ПОЭТому» — финалистка и лауреат
- 2021: Премия «НОС» — лонглистер, роман «Мой белый»[30]
- 2022: Премия «Национальный бестселлер» — лонглистер, романы «Мой белый» и «Зверобой»[31]
- 2022: Премия «Сделан в России» — лонглистер, роман «Зверобой»
- 2022: Премия Читателя — лонглистер, роман «Мой белый»
- 2022: Премия «Выбор читателей» портала LiveLib — роман «Зверобой»
- 2022: Премия «Электронная буква» шорт-лист[32]
- 2022: Финалистка The Blueprint 100[2][33]